# Laura Tesoro
Laura Tesoro (født 19. august 1996 i Antwerpen) er en belgisk sanger og skuespiller. Hun repræsenterede Belgien i Eurovision Song Contest 2016 med sangen "What's the Pressure", hvor hun opnåede en 10. plads i finalen.